# Катанцаро (округ)
Округ Катанцаро (итал. Provincia di Catanzaro) је округ у оквиру покрајине Калабрија у јужном Италији. Седиште округа и покрајине и највеће градско насеље је истоимени град Катанцаро.
Површина округа је 2.391 км², а број становника 367.386 (2008. године).

## Природне одлике
Округ Катанцаро чини средишњи део историјске области Калабрија. Он се налази у јужном делу државе, са изласком на Јонско море на истоку и на Тиренско море на западу. У средишњем делу округа налази се крајње јужни део планинског ланца Апенина. Прелаз преко планина је нешто нижи, што је омогућило много предности у развоју ове области у односу на суседне.

## Становништво
По последњим проценама из 2008. године у округу Катанцаро живи преко 360.000 становника. Густина насељености је велика, преко 150 ст/км². Приморски делови округа су боље насељени, као и део унутрашњости око града Катанцара. Планински део је ређе насељен и слабије развијен.
Поред претежног италијанског становништва у округу живе и омањи број досељеника из свих делова света.

## Општине и насеља
У округу Катанцаро постоји 80 општина (итал. Comuni).
Најважније градско насеље и седиште округа је град Катанцаро (94.000 ст.) у средишњем делу округа. Други по величини је град Ламеција Терме (71.000 ст.) у западном делу округа.